# Karl Wilhelm Kolbe den äldre

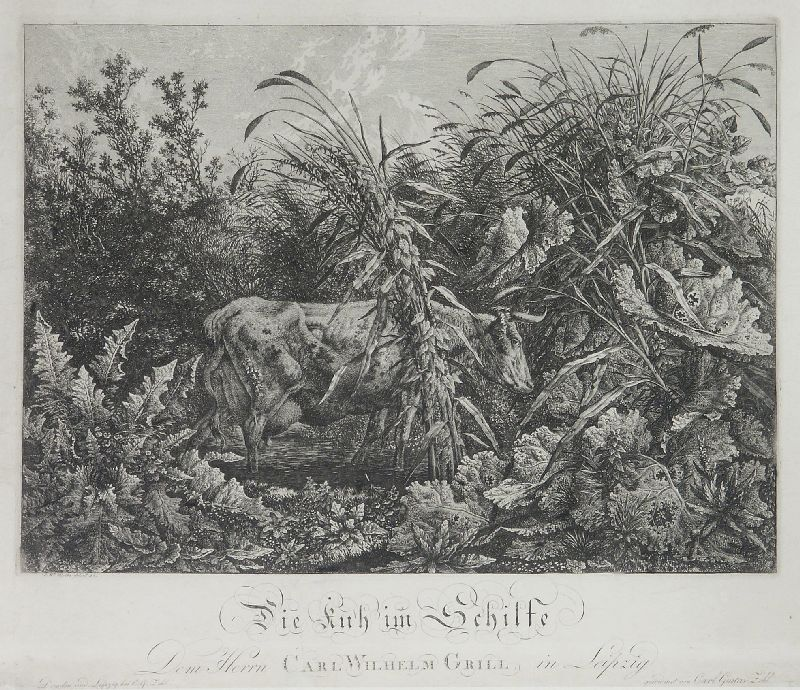
Ko bland bladvass.

Karl Wilhelm Kolbe den äldre, född 9 november 1757 i Berlin, död 13 januari 1835 i Dessau, var en tysk kopparstickare, farbror till Karl Wilhelm Kolbe den yngre. 
Kolbe, som från början var lärare och språkforskare, ägnade sig åt konsten på uppmaning av sin släkting Daniel Chodowiecki, studerade i Berlin och levde sedan i Dessau. Hans landskap och idylliska kompositioner var högt värderade under hans tid. Kolbe utgav 1825 sin självbiografi.